# Reinhold Batberger
Reinhold Batberger (* 1946 in Würzburg) ist ein deutscher Schriftsteller.
Er studierte in Würzburg und Frankfurt Germanistik, Philosophie und Geschichte. Unter seinem Geburtsnamen Reinhold Kimmel promovierte er 1977 mit der Dissertation Feedback im Fernsehen: Leeres Prinzip und angefüllter ‚Begriff‘. Seit 1980 lebt Batberger als freier Schriftsteller in Frankfurt am Main.

## Bücher
- Auge, Roman, Frankfurt/M. (Suhrkamp Verlag) 1983
- Beo, Erzählung, Frankfurt/M. (Suhrkamp Verlag) 1985
- Skalp, Prosa, Frankfurt/M. (Suhrkamp Verlag) 1987
- Drei Elephanten, Erzählungen, Frankfurt/M. (Suhrkamp Verlag) 1988
- Joseph Conrad, Herz der Finsternis, Übersetzung und Nachwort von Reinhold Batberger, Frankfurt/M. (Suhrkamp und Insel Verlag) 1992
- Buster, Bestie, Ein Stück, Frankfurt/M. (Suhrkamp Verlag) 1994
- Pirckheimers Fall, Prosa, Frankfurt/M. (Suhrkamp Verlag) 1995
- Blutvergiftung, Erzählungen, Frankfurt/M. (Suhrkamp Verlag) 2004
- Der Jahrhundertjongleur Francis Brunn, Ein Porträt, (Insel Verlag Frankfurt/M. und Leipzig) 2008
- Das elfte Jahr, Roman, Aachen (Rimbaud Verlag) 2017
- Das einundsiebzigste Jahr, Roman, Aachen (Rimbaud Verlag) 2019

## Hörspiele
- 1993: Buster, Bestie, Ein  Hörmonolog, Regie: Norbert Schaeffer (SWF)
- 1995: Fünf Fragen an Joseph Conrad, Regie: Ulrich Lampen (SWF)
- 1997: Wir genießen die himmlischen Freuden, Regie: Ulrich Lampen Komposition: Jonas Körfer (SWF/HR)
- 1998: Chinchilla, Regie: Norbert Schaeffer (SWF)
- 1998: Skandal & Söhne, Regie: Hans Gerd Krogmann (WDR)
- 2000: Nur Worte, Regie: Norbert Schaeffer (SWR)
- 2002: Püppi tritt auf, Regie: Leonhard Koppelmann, Komposition: Veronica Kupzog (SWR)
- 2003: Kein Schreien, keine Finsternis, Regie: Annette Kurth (WDR)
- 2013: KZ-Dachau, eine Welt ohne Gott. Besuch im Kloster Münsterschwarzach, Regie: Anna Panknin Radiofeature (DLF)
- 2015: Die Bibel der Hölle. Eine Vision des Dichters, Malers und Kupferstechers William Blake, Regie: Andrea Getto, Komposition: Sabine Worthmann (HR)

## Weblink
- Literatur von und über Reinhold Batberger im Katalog der Deutschen Nationalbibliothek

| Personendaten    | Personendaten            |
| ---------------- | ------------------------ |
| NAME             | Batberger, Reinhold      |
| KURZBESCHREIBUNG | deutscher Schriftsteller |
| GEBURTSDATUM     | 1946                     |
| GEBURTSORT       | Würzburg                 |